# TONIGHT (小比類巻かほるの曲)
「TONIGHT」（トゥナイト）は、1988年10月21日に発売された小比類巻かほる10枚目のシングル。

## 解説
日本テレビ系ドラマ『新婚物語』の主題歌して使用された。

## 収録曲
1. TONIGHT
作詞：小比類巻かほる - 作曲：大内義昭 - 編曲：倉富義隆
2. Cotton House
作詞：小比類巻かほる - 作曲：大内義昭 - 編曲：土屋昌巳